# Hugo I van Saint-Pol
Hugo I van Saint-Pol (overleden in 1070) was van 1067 tot aan zijn dood graaf van Saint-Pol. Hij behoorde tot het huis Campdavaine.

## Levensloop
Hugo I was de zoon van Rogier van Saint-Pol, de eerst bekende graaf van Saint-Pol, uit diens huwelijk met ene Hadwide.
In 1067 volgde hij zijn vader op als graaf van Saint-Pol. Zijn regering duurde slechts drie jaar; Hugo I stierf in 1070.
Hugo was gehuwd met ene Clemence. Ze zouden drie zonen hebben gekregen: Gwijde I (overleden in 1083), zijn opvolger als graaf van Saint-Pol, Hugo II (overleden rond 1118), graaf van Saint-Pol na de dood van Gwijde I, en Eustaas. Zijn zoon Gwijde was nog minderjarig bij zijn troonbestijging en stond daarom onder het regentschap van baron Arnulf van Ardres, die na Hugo's dood met zijn weduwe Clemence huwde. Op 25 november 1078 verleende paus Gregorius VII Gwijde I officieel de titel van graaf van Saint-Pol.